# Jean-Patrick Lesobre
Jean-Patrick Lesobre (nacido el 9 de julio de 1953 en Rabat, Marruecos) es un antiguo jugador francés de rugby a XV, .
A la edad de los 16, integra al equipo 1 de Rugby Club de Vincennes (segunda división), a los puestos de tres cuartos centra, o el tres cuartos ala. Tiene el récord de ensayos marcadas en campeonato de Francia, durante la temporada 1975. Es miembro del equipo que participará en los emblemáticos: París c/c Londres, París c/c Costa Vasca, y jugará en selección de Ile-de-France, y equipa de Francia universitaria.
Se hace capitán del R.C.V ., jugará la tercera línea ala, luego hooker. Es en el puesto, que pone término a su carrera de jugador de nacional, en 1980, al Estadio Charléty (Racing club de Francia, sección rugby|R.C.F. c/c P.U.C.).
Cuatro años antes, se hace a los 28 años, dirigente federal bajo la batuta de Albert Ferrasse. Luego, reúne a Bernard Lapasset en el CIFR, como dirigente regional, continuando jugando en 1ª con el Racing club de Francia, dónde se vuelve también dirigente del club, entrenador, después de ser presidente.
Además jugó en otros equipos como Racing club de Francia,  Castres Olímpico (licencia militar), Rugby club de Vincennes, Hawïa RFC, Archiballs Côte Vasco, y R.C.M.A.S.M.
Es actualmente presidente de la Asociación Racing club de Francia, sección rugby.
Participa en los partidos de "Antiguos Internacionales", en provecho de obras benéficas, con sus cómplices de las líneas traseras de "Showbizz": Gérald Martinez, Jean-Baptiste Lafond, Denis Charvet, Yvon Rousset, pero también Miguel Tachdjian, Jean Pierre Genet, y Jean Pierre Rives.

## Clubes
- Racing Club de Francia
- Archiballs Côte Vasco
- Hawaï RFC
- Rugby Castres Olímpico
- Rugby club de Vincennes

## Premios
- Champion de Francia Nale B (1982).
- Subcampeón de Francia Nale B (1980).